# Tramwaje w Tbilisi

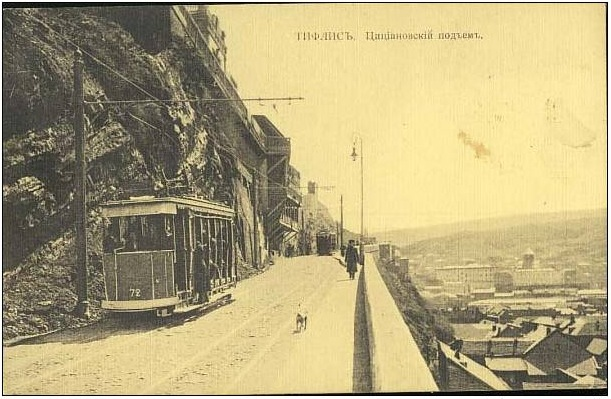
Tramwaj elektryczny w Tbilisi

Tramwaje w Tbilisi − zlikwidowany system komunikacji tramwajowej w stolicy Gruzji Tbilisi, działający w latach 1883–2006.

## Historia

### Sieć historyczna
Tramwaje konne w Tbilisi uruchomiono 3 kwietnia 1883. Tramwaje uruchomiła spółka "Société anonyme des tramways de Tiflis". Początkowo tramwaje kursowały po torze o szerokości wynoszącej 900 mm. Około 1905 przebudowano rozstaw na 1000 mm. 25 grudnia 1904 uruchomiono pierwszy tramwaj elektryczny, a w 1910 zlikwidowano ostatnie tramwaje konne. W 1915 miasto przejęło tramwaje od spółki "Société anonyme des tramways de Tiflis". W pierwszej połowie lat 30. XX w. rozpoczęto przebudowę tras tramwajowych na standardową szerokość toru, w byłym ZSRR wynoszącą 1524 mm. Pierwszą linię szerokotorową otwarto 25 grudnia 1934, a do 1942 przebudowano całą sieć. Maksymalna długość sieci tramwajowej wynosiła 34,9 km. W latach 50. XX wieku wiele linii tramwajowych zlikwidowano. W ostatnich latach eksploatacji, po likwidacjach większości linii w latach 1996-1997, została tylko jedna o numerze 8. Linię tę zlikwidowano 4 grudnia 2006.

### Sieć planowana
Podpisanie umowy dotyczącej zaprojektowania sieci tramwajowej przez Systrę oraz prezydenta Tbilisi nastąpiło 17 grudnia 2010 w Paryżu. Prace projektowe miały rozpocząć się w styczniu 2011 i potrwać 8 miesięcy. W pierwszej kolejności planowana jest budowa jednej linii o długości 15 km, która ma połączyć centrum miasta z dzielnicą uniwersytecką Saburtalo. Planowane oddanie do eksploatacji linii ma nastąpić w 2014. W dalszej kolejności planowana jest budowa linii do lotniska oraz do osiedli Digomi, Gldani. Prace projektowe nad tymi liniami rozpoczęły się w grudniu 2010 i potrwają około roku. Projekt finansowany jest przez francuski rząd. Projekt dotyczy zagospodarowania Tbilisi i zostanie wykonany przez konsorcjum firm: Systra, „Atelier Parisien d’Urbanisme” (APUR, pełnomocnik) i gruzińską spółkę partnerską „Spectrum”. 

## Tabor
W ostatnich latach eksploatowano tramwaje typu KTM-5, a wcześniej także tramwaje RVZ-6. 